# تشيت كولفير
تشيت كولفير (بالإنجليزية: Chet Culver) هو سياسي أمريكي ينتمي إلى الحزب الديمقراطي، وحاكم ولاية آيوا الأمريكية منذ 12 يناير من سنة 2007 ولد تشيت جون كولفير في 25 يناير من سنة 1966 في العاصمة الأمريكية واشنطن كان والده جون كوليفر عضوا في مجلس الشيوخ الأمريكي عن ولاية آيوا ما بين عامي 1975 إلى عام 1981 في انتخابات عام 2006 لمنصب حاكم ولاية آيوا تغلب كوليفر على منافسه الجمهوري جيم نسليس بنسبة 54٪ مقابل 44٪.